# Флензбург
Фленсбург (њем. Flensburg, дан. и дијалекатски Flensborg, фризијски: Flansborj)) град је у њемачкој савезној држави Шлезвиг-Холштајн. Посједује регионалну шифру (AGS) 1001000, NUTS (DEF01) и LOCODE (DE FLF) код. После Кила и Либека, Флензбург је трећи највећи град државе, а највећи у Шлезвигу. Град се налази одмах поред данске границе.

## Географски и демографски подаци
Град се налази на надморској висини од 12 метара. Површина општине износи 56,7 .

## Становништво
У самом граду је, према процјени из 2010. године, живјело 88.718 становника. Просјечна густина становништва износи 1.564 становника/.
- Flensburg (2005)
- Nordertor
- Marineschule Mürwik
- Mürwiker Wasserturm
- Alexandra
- KBA

## Међународна сарадња
| Мјесто      | Држава               | Врста сарадње | Од    |
| ----------- | -------------------- | ------------- | ----- |
| Ашдод       | Израел               | пријатељство  | 1980. |
| Карлајл     | Уједињено Краљевство | партнерство   | 1961. |
| Фредериција | Данска               | контакт       | 1971. |
| Слупск      | Пољска               | партнерство   | 1988. |
| Извор       |                      |               |       |